# Žana Perkovskaja
Žana Perkovskaja [tudi Perkovska / Glijeva], ruska prevajalka, * 1961, Novosibirsk, Rusija.
Deluje na slovenskem veleposlaništvu v Moskvi, v prostem času pa slovensko sodobno literaturo, predvsem poezijo, prenaša v njen prvi, torej ruski jezik. 

## Življenje
Žana Perkovskaja je študirala slavistiko na Moskovski univerzi med letoma 1980 in 1985, in sicer slovenščino kot prvi oz. A jezik, srbohrvaščino pa pod drugi jezik oz. jezik B. 
Kot prvi svoj prevod je objavila novelo Na begu, na lovu Branka Gradišnika (iz zbirke Ves svet, Molodaja gvardija).
Od novembra leta 1996 je zaposlena na Veleposlaništvu Republike Slovenije v Moskvi, v preostalem času pa bolj zaradi lastnih želja kot zaslužka, prevaja iz slovenskega v ruski jezik. Sama ta del svojega delovanja poimenuje kar "popoldanska obrt". Poleg tega je tudi urednica in deloma prevajalka antologije slovenske poezije, ki je v Moskvi izšla nedolgo nazaj. Prevaja predvsem leposlovje.
Pomembno je tudi njeno prizadevanje, da pripomore k vzpostavljanju povezav med slovenskimi literati in ruskimi prevajalci, ki ga je bilo do sedaj kljub njihovi dostopnosti relativno malo. Prevajalka namreč, tako kot tudi cela stroka, meni, da je za dober prevod pomembno dobro razumevanje. To po njenem mnenju najlažje storiš tako, da avtorja izvirnika enostavno "pocukaš za rokav". Pri medjezikovnem posredovanju, predvsem leposlovja je namreč poleg poznavanja druge kulture izjemno pomembno tudi razumeti, kaj točno želi avtor sporočiti ciljnemu bralstvu. To pa je iz golega besedila neke tuje kulture težko razbrati. Tak prenos je zato toliko lažji, če ima prevajalec dostop do avtorja izvirnika, ki mu lahko ob morebitnih dilemah razloži, na kaj točno je meril pri svojem ustvarjanju.

## Delo
Med njene pomembnejše prevode sodijo prevodi književnikov, ki so bolj vidni tudi v slovenskem književnem prostoru. To so dela Toneta Pavčka, Borisa A. Novaka, Svetlane Makarovič, Nika Grafenauerja, Miroslava Košute, Milana Jesiha, Ervina Fritza, Maje Vidmar, Braneta Mozetiča, Janija Möderndorferja itn.

### Kratek pregled prevodov, objavljenih v Sloveniji
Zbirka Dvanajst:
- 1998: Kajetan Kovič, France Mihelič – Glas
- 1999: Boris A. Novak, Lojze Spacal – Odsotnost
- 1999/2001: Litterae Slovenica: Sovremennaja slovenskaja proza, poezija, drama (Rudi Šeligo, Kajetan Kovič, Tomaž Šalamun. Uroš Zupan, Svetlana Makarovič, Tone Pavček, Boris A. Novak, Tone Kuntner)
- 2001: Tone Pavček, Zvest Apollonio – Razsviti
- 2002: Utro v Rossii,(Milan Jesih), Študentska založba
- 2009: izid dvojezične knjige Milana Jesiha Стихи Pesmi, Litterae Slovenica
- 2009, 2010, 2011, 2012: sodelovanje pri zbirkah prevedene poezije, ki izhajajo ob priložnosti festivala vmestu Tver
- 2011: Dobitnica nagrade mednarodnega pesniškega festivala v mestu Tver, Rusija, "za izvrstne prevode iz slovenskih jezikov" (predvsem slovenskega)

### Kratek pregled prevodov, objavljenih v Rusiji
- 1999: Alojz Ihan. Pesmi (Inostrannaja literatura št. 4)
- 2001: France Prešeren. Gazela, Sonet (Inostrannaja literatura št. 8)
- 2001: Milan Jesih. Pesmi (Inostrannaja literatura št. 5)
- 2004: Rudi Šeligo Uslišani spomin. (Novyj mir št. 4)
- 2005: Svetlana Makarovič. Pesmi in uvodni članek (Inostrannaja literatura št. 9)
- 2008:
Tone Pavček. Pesmi (Inostrannaja literatura št. 7)
Objava pesmi Maje Vidmar v časopisu Literaturnoje obozrenije
Antologija slovenskega pesništva, del serije antologij slovanskih književnosti (Edvard Kocbek, Lojze Krakar, Tone Pavček, Kajetan Kovič, Jože Snoj, Svetlana Makarovič, Niko Grafenauer, Ervin Fritz, Tomaž Šalamun, Tone Kuntner, Milan Dekleva, Milan Jesih, Boris A. Novak, Andrej Rozman-Roza, Alojz Ihan, Uroš Zupan, Barbara Korun, Primož Čučnik, Miklavž Komelj).
- 2011: V obratno smer urinega kazalca - Protiv časovoj strelki (Izbrana slovenska kratka proza), OOO Center knjige Rudomino, 2011 Moskva (Vladimir Bartol, Uroš Kalčič)
- 2013: prevod potopisa Matevža Lenarčiča Okrog edinega sveta